# Guerre vénéto-byzantine (1306-1310)
Pour les articles homonymes, voir Guerre vénéto-byzantine.
La guerre vénéto-byzantine de 1306-1310 est un conflit ayant opposé la république de Venise et l'empire byzantin entre 1306 et 1310.
Il découle de l'alliance conclue le 19 décembre 1306 entre Venise et Charles de Valois, empereur titulaire de Constantinople, qui projetait de reconquérir la ville. Les relations entre Venise et Byzance, en paix depuis la trêve de 1302, s'étaient dégradées au cours de l'année à cause de différends concernant les réparations revendiquées par Venise pour les torts causés à ses marchands par les corsaires opérant pour Andronic II.
Sur mer, les opérations furent conduites en 1307 et 1308 par Giovanni Querini et Marco Minotto, qui reçurent en septembre 1308 une réprimande du Sénat vénitien pour leurs excès. L'île de Lemnos fut ainsi saccagée et pillée. Au cours de la guerre plusieurs îles tombèrent aux mains des Latins, dont Karpathos, Ios, Sifnos et Kythnos, conquises par des particuliers agissant à titre privé.
Les opérations terrestres et l'implication réelle des Français s'avérant illusoires, une trêve fut finalement négociée et conclue le 11 novembre 1310 entre Venise et l'Empire byzantin ; en dépit de leurs instructions, les négociateurs vénitiens ne réussirent pas à faire ratifier officiellement par l'empereur la conquête des îles de l'Égée mentionnées.